# Luis Augusto Castro Quiroga
Luis Augusto Castro Quiroga (Bogotà, 8 aprile 1942 – Chía, 2 agosto 2022) è stato un arcivescovo cattolico colombiano.

## Biografia
Luis Augusto Castro Quiroga nacque a Bogotà l'8 aprile 1942.

### Formazione e ministero sacerdotale
Studiò all'Istituto San Bernardo De la Salle di Bogotá, una scuola dei Fratelli delle scuole cristiane, e presso il seminario minore dell'Istituto missioni Consolata.
Studiò filosofia alla Pontificia Università Javeriana di Bogotà, svolse il periodo di noviziato a Bedizzole e studiò teologia presso la Pontificia università urbaniana a Roma.
Il 10 marzo 1967 emise la professione solenne e il 24 dicembre dello stesso anno venne ordinato presbitero a Roma. In seguito si specializzò in consulenza psicologica presso l'Università Duquesne di Pittsburgh e conseguì il dottorato in teologia presso la Pontificia Università Javeriana di Bogotá. Prestò servizio come vicario cooperatore della parrocchia cattedrale di Nostra Signora di Lourdes a Florencia e rettore dell'Università dell'Amazzonia della stessa città dal 1973 al 1975; direttore del seminario maggiore di filosofia del suo Istituto a Bogotà e contemporaneamente consigliere provinciale dal 1975 al 1978; superiore provinciale in Colombia dal 1978 al 1981 e consigliere generale del suo Istituto a Roma dal 1981 al 1986.

### Ministero episcopale
Il 17 ottobre 1986 papa Giovanni Paolo II lo nominò vicario apostolico di San Vicente-Puerto Leguízamo e vescovo titolare di Acque Flavie. Ricevette l'ordinazione episcopale il 29 novembre successivo a Bogotà dall'arcivescovo Angelo Acerbi, nunzio apostolico in Colombia, co-consacranti l'arcivescovo metropolita di Bogotà Mario Revollo Bravo e il vescovo di Florencia José Luis Serna Alzate.
Il 2 febbraio 1998 papa Giovanni Paolo II lo promosse arcivescovo metropolita di Tunja. Prese possesso della diocesi il 14 marzo successivo.
Nel settembre del 2004 e nel giugno del 2012 ha compiuto la visita ad limina.
Dal 15 ottobre 2012 al 18 aprile 2015 fu anche amministratore apostolico di Duitama-Sogamoso.
Partecipò alla III assemblea generale straordinaria del Sinodo dei vescovi che ebbe luogo nella Città del Vaticano dal 5 al 19 ottobre 2014 sul tema "Le sfide pastorali della famiglia nel contesto dell'evangelizzazione"  nell'ambito del quale fu relatore del circolo minore ibericus A.
L'11 febbraio 2020 papa Francesco accettò la sua rinuncia al governo pastorale della diocesi per raggiunti limiti di età.
Fu vicepresidente della Conferenza episcopale della Colombia dal luglio del 2002 al luglio del 2005 e presidente della stessa dal 5 luglio 2005 al 3 luglio 2008 e dal 9 luglio 2014 e dal 5 luglio 2017. Da luglio del 2005 fu anche presidente della commissione nazionale di conciliazione, un'entità autonoma, composta da rappresentanti di vari settori della vita nazionale colombiana convocata il 4 agosto 1995 dall'allora presidente della Conferenza episcopale della Colombia, monsignor Pedro Rubiano Sáenz, con lo scopo di cercare soluzioni politiche al conflitto armato colombiano ed essere un esempio per accompagnare gli sforzi di pace del Paese.
Ricoverato nella clinica "Marly" di Chía per COVID-19, morì il 2 agosto 2022 all'età di 80 anni. Una prima celebrazione di esequie si tenne il giorno successivo alle ore 16 nella basilica cattedrale primaziale dell'Immacolata Concezione a Bogotà e venne presieduta da monsignor Luis Mariano Montemayor, nunzio apostolico in Colombia. Una seconda celebrazione si tenne il 4 agosto alle ore 10 nella cattedrale di San Giacomo a Tunja e venne presieduta da monsignor Gabriel Ángel Villa Vahos, arcivescovo metropolita di Tunja. Al termine del rito la salma venne tumulata nella cripta dello stesso edificio.

## Genealogia episcopale e successione apostolica
La genealogia episcopale è:
- Cardinale Scipione Rebiba
- Cardinale Giulio Antonio Santori
- Cardinale Girolamo Bernerio, O.P.
- Arcivescovo Galeazzo Sanvitale
- Cardinale Ludovico Ludovisi
- Cardinale Luigi Caetani
- Cardinale Ulderico Carpegna
- Cardinale Paluzzo Paluzzi Altieri degli Albertoni
- Papa Benedetto XIII
- Papa Benedetto XIV
- Papa Clemente XIII
- Cardinale Marcantonio Colonna
- Cardinale Giacinto Sigismondo Gerdil, B.
- Cardinale Giulio Maria della Somaglia
- Cardinale Carlo Odescalchi, S.I.
- Cardinale Costantino Patrizi Naro
- Cardinale Lucido Maria Parocchi
- Papa Pio X
- Papa Benedetto XV
- Papa Pio XII
- Cardinale Eugène Tisserant
- Papa Paolo VI
- Cardinale Angelo Acerbi
- Arcivescovo Luis Augusto Castro Quiroga, I.M.C.

La successione apostolica è:
- Vescovo Joaquín Humberto Pinzón Güiza, I.M.C. (2013)